# Desportos a motor nos Jogos Olímpicos
Os Desportos a Motor nos Jogos Olímpicos, sejam eles provas de automobilismo, motociclismo ou motonáutica, fizeram-se presentes em 5 Jogos Olímpicos de Verão, a maioria como desportos de demonstração (apenas os eventos de Motonáutica nos Jogos Olímpicos de Verão de 1908 fizeram parte do programa oficial dos Jogos).
Além disso, um feito conseguido pelo piloto de aeronáutica, Hermann Schreiber, da Suíça, lhe rendeu uma medalha de ouro olímpica. Em 1936, ele foi condecorado com esse "prêmio" pelo COI após ele ter cruzado os Alpes em um planador em 1935, tendo sido essa a primeira vez que isso foi feito.
Em 2003, a Federação Internacional do Automóvel (FIA) recusou-se a assinar o Código Mundial Anti-doping, o que quebrou de vez a relação do Comité Olímpico Internacional (COI) com a FIA.
Em 2011, a FIA, através da figura de seu presidente, Jean Todt, conseguiu voltar a estreitar relações com o COI, manifestando-se a favor das regras do comitê, incluindo o Código Mundial Anti-doping.
No dia 9 de dezembro de 2011, em carta assinada pelo presidente da entidade olímpica, Jacques Rogge, o automobilismo recebeu o reconhecimento provisório do Comitê Olímpico Internacional. O documento tem validade de dois anos. Durante este período, a FIA terá que seguir algumas diretrizes, como garantir o desenvolvimento esportivo no mundo, e fortalecer regras para a prática do esporte, e criar uma comissão de atletas, para que o reconhecimento definitivo do COI possa ser dado novamente ao automobilismo.
Em 11 de janeiro de 2012, a Federação Internacional de Automobilismo (FIA) foi reconhecida pelo Comitê Olímpico Internacional (COI) como uma federação esportiva e assinou a Carta Olímpica. Apesar disso, porém, o então presidente do COI, Jacques Rogge, descartou qualquer possibilidade de integrar o automobilismo aos Jogos Olímpicos. No seu entender, “o conceito que temos é que os jogos são competições entre atletas e não entre equipamentos. Apesar de haver um enorme respeito pelas corridas de carro, elas não serão incluídas no programa olímpico”, explicou. Mas, além disso, o maior entrave para que o automobilismo entre no programa dos jogos  é o fato de não ser praticado por muitas mulheres. Segundo a Carta Olímpica, que foi assinada pela FIA, "para entrar no programa olímpico, a modalidade deve ser praticada por homens em pelo menos 75 países, em quatro continentes diferentes, e por mulheres de 40 países, em três continentes distintos".

## Eventos de Desportos a Motos nos Jogos Olímpicos
- Desportos a motor nos Jogos Olímpicos de Verão de 1900
- Motonáutica nos Jogos Olímpicos de Verão de 1900
- Motociclismo nos Jogos Olímpicos de Verão de 1900
- Motonáutica nos Jogos Olímpicos de Verão de 1908
- Desportos a motor nos Jogos Olímpicos de Verão de 1936
- Karting nos Jogos Olímpicos de Verão da Juventude de 2018

## Ver Também
- Grande Prêmio Olímpico de 1956 - Uma corrida de automobilismo que ocorreu durante as disputas dos Jogos Olímpicos de 1956.